# مطثية مستترة
مطثية مستترة (الاسم العلمي: Clostridium celatum) هي نوع من البكتيريا يتبع جنس المطثية من الفصيلة المطثاوية.